# Rio Água Lete
O Rio Água Lete é um curso de água do arquipélago de São Tomé e Príncipe, localizado no distrito de Cantagalo, ilha de São Tomé. Este curso de água corre para Oeste até encontrar o mar na Praia do Rei junto à península da Boca do Inferno. 